# Чорро-Эль-Мачо
Чорро-Эль-Мачо (исп.  Chorro El Macho) — водопад в Панаме.
Расположен в округе Антон провинции Кокле, в 3 километрах от города Эль-Валье-Де-Антон (исп. El Valle de Antón).
Высота водопада — 35 метров.
Находится на реке Гуаябо (исп. Rio Guayabo).